# Synchlora atrapoides
Synchlora atrapoides är en fjärilsart som beskrevs av Louis Beethoven Prout 1932. Synchlora atrapoides ingår i släktet Synchlora och familjen mätare. Inga underarter finns listade i Catalogue of Life.